# Trichoniscus emivirgo
Trichoniscus emivirgo är en kräftdjursart som beskrevs av Blake 1931. Trichoniscus emivirgo ingår i släktet Trichoniscus och familjen Trichoniscidae. Inga underarter finns listade i Catalogue of Life.